# Distretto di Międzyrzecz
Il distretto di Międzyrzecz (in polacco powiat międzyrzecki) è un distretto polacco appartenente al voivodato di Lubusz.

## Geografia antropica

### Suddivisioni amministrative
Il distretto comprende 6 comuni.
- Comuni urbano-rurali: Międzyrzecz, Skwierzyna, Trzciel
- Comuni rurali: Bledzew, Przytoczna, Pszczew